# Bredbladig kalmia
Bredbladig kalmia (Kalmia latifolia) är en art i familjen ljungväxter som förekommer naturligt i östra USA.

## Utseende och ekologi
Utbredningsområdet västra gräns sträcker sig från sydöstra Mississippi över Tennessee, Kentucky och Ohio till delstaterna New York och Maine. I North Carolina, South Carolina, Georgia och Florida når arten inte Atlanten. Bredbladig kalmia växer i låglandet och i bergstrakter upp till 1900 meter över havet. Arten ingår i olika slags skogar där den kan bilda den täta undervegetationen. Nybildade skogsgläntor fylls snabb av bredbladig kalmia.
Bredbladig kalmia är giftig, särskilt blommorna, och ger brännande smärta, tårflöde, kräkningar och vid svår förgiftning svårt att andas.

## Utseende
Det är en låg buske som påminner om Rhododendron. Blommorna är klocklika och öppna och sitter i stora flockar i grenspetsarna.

## Användning
Av artens trä framställs verktygshandtag och tobakspipor.

## Som trädgårdsväxt
I Norden kan den bara odlas i växtzon 1. Arten odlas som trädgårdsväxt i Sverige och flera namnsorter med olika utseende förekommer. Ibland odlas även Smalbladig kalmia, Kalmia angustifolia.

## Andra namn
Svenskarna i Nya Sverige kallade arten skedträd.

### Synonymer
Chamaedaphne latifolia (L.) Kuntze
Kalmia latifolia ß salicifolia J. Forbes, nom. inval.
Kalmia ferruginea Raf.
Kalmia latifolia f. alba (Bosse) Rehder
Kalmia latifolia f. angustata Rehder
Kalmia latifolia f. fuscata (Rehder) Rehder
Kalmia latifolia f. minor K.Koch
Kalmia latifolia f. myrtifolia K.Koch
Kalmia latifolia f. obtusata (Rehder) Rehder
Kalmia latifolia f. polypetala (G.Nicholson) Rehder
Kalmia latifolia f. rubra Sweet ex K.Koch
Kalmia latifolia var. alba Bosse
Kalmia latifolia var. alba Lavalle
Kalmia latifolia var. fuscata Rehder
Kalmia latifolia var. laevipes Fernald
Kalmia latifolia var. monstruosa Mouill.
Kalmia latifolia var. myrtifolia Bosse
Kalmia latifolia var. nana Lavalle
Kalmia latifolia var. obtusata Rehder
Kalmia latifolia var. pavartii Andre
Kalmia latifolia var. polypetala G.Nicholson
Kalmia latifolia var. rubra (Sweet ex K.Koch) Rehder
Kalmia lucida K.Koch, nom. inval.
Kalmia myrtifolia (Bosse) Andre
Kalmia nitida J. Forbes

## Hot
För beståndet är inga hot kända. Hela populationen anses vara stabil. IUCN listar aren som livskraftig (LC).